# M/S Söderarm
M/S Söderarm ingår i Waxholmsbolagets fartygsflotta. Hon är det första av tre fartyg levererade av Moen Slip A/S i Kolvereid i Norge till Waxholmsbolaget. De andra är M/S Sandhamn och M/S Dalarö. Hon är det första av Waxholmsbolagets fartyg som har hiss mellan däcken. M/S Söderarm levererades i april 2004 och trafikerar vanligen Finnhamn/Husarö- och Möjatraden.

## BildGalleri

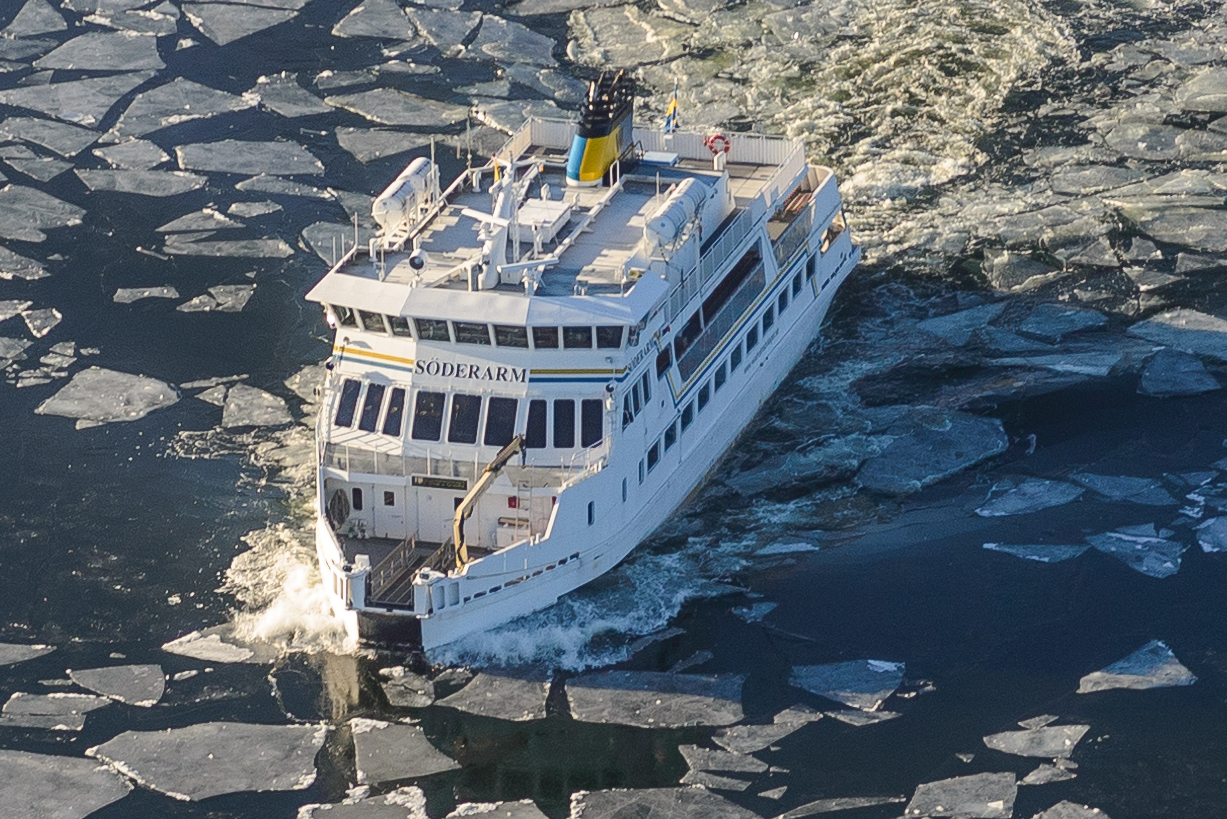
Söderarm i Lindalssundet februari 2013.
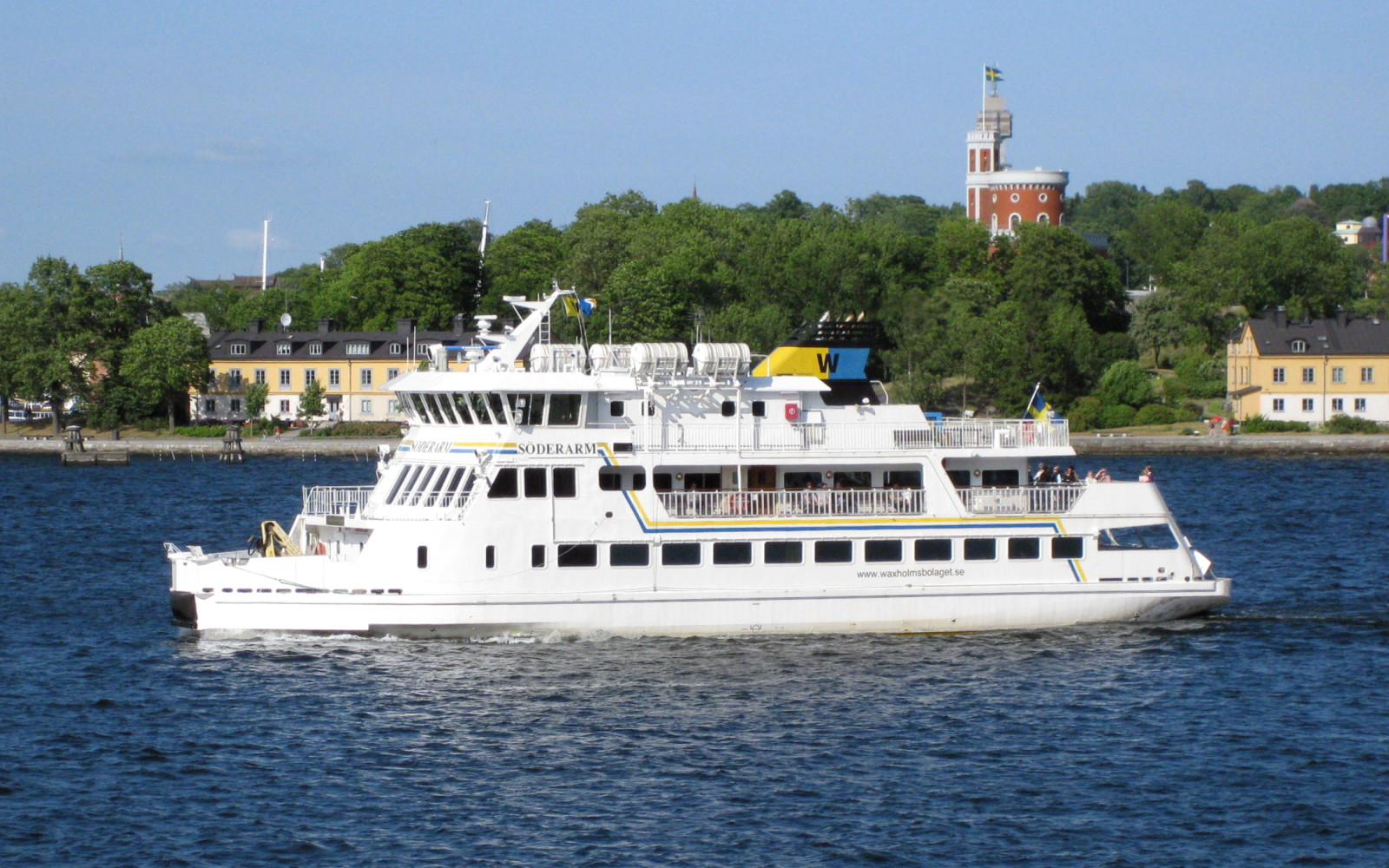
Söderarm vid Skeppsholmen i juni 2011.